# Sphagnum recurvum
Sphagnum recurvum là một loài rêu trong họ Sphagnaceae. Loài này được P. Beauv. mô tả khoa học đầu tiên năm 1805.